# Charles-Philippe de Brandebourg-Schwedt
Le margrave Charles-Philippe de Brandebourg-Schwedt (5 janvier 1673 à Sparnberg – 23 juillet 1695 à Casale Monferrato) est un prince Hohenzollern et Margrave de Brandebourg-Schwedt. Près de la fin de sa vie, il devient grand maître du grand bailliage de Brandebourg.

## Biographie
Charles Philippe est le troisième fils survivant du "Grand électeur", Frédéric-Guillaume Ier de Brandebourg (1620-1688) de son second mariage avec Sophie-Dorothée de Schleswig-Holstein-Sonderbourg-Glücksbourg (1636-1689), la fille de Philippe de Schleswig-Holstein-Sonderbourg-Glücksbourg.
En 1693, Charles Philippe participe lui-même à la bataille de Neerwinden, et est promu lieutenant général par son frère Frédéric Ier de Prusse. Il participe à la Guerre de la Ligue d'Augsbourg à la tête d'un contingent auxiliaire. Il rejoint la force principale de Victor-Amédée II à Turin.
À Turin, il rencontre la comtesse Catherine de Salmour (1670-1719), veuve de Giovanni Gabaleone, comte de Salmour et fille de Geofredo Alberico Balbiani, marquis Colcavagno et de son épouse, Marta Maria Benso de Cavour, héritière de Isolabella. Dans l'après-midi du 29 mai 1695 trois officiers de l'armée de Brandebourg, le colonel Louis von Blumenthal, le lieutenant colonel von Hackeborn et le colonel von Stille apprennent que Charles Philippe s'est introduit dans les ruines du Palais de Venaria, près de Turin, où il est sur le point d'épouser la comtesse de Salmour en secret. Ils se hâtent vers La Venaria. Comme ils approchent du château, le Maître du Cheval du margrave, rencontré sur la route, confirme la rumeur. Le margrave a invité un petit rassemblement à son mariage secret, dont trois femmes, qui sont des amies de la comtesse, son frère Flaminio Balbiano, et certains notables locaux de Turin, avec du côté allemand, un prince de Hesse-Cassel et un capitaine de Beaupré, qui sert actuellement dans l'armée de Brandebourg. Le prêtre local Fr. Galli est convoqué, et, devant lui, et en présence de l'abbé Alexandre del Marro, ils déclarent leur détermination à se marier. Mais le prêtre refuse de coopérer au motif qu'ils ne sont pas ses paroissiens.
Ni l'électeur de Brandebourg, ni le Duc de Savoie ne reconnaissent le mariage. Pour éviter les complications diplomatiques, le Duc Victor-Amédée emprisonne Catherine dans un couvent. La Curie soutient Charles-Philippe prétendant que le mariage est légal, dans l'espoir de le convertir au Catholicisme. Si la question est encore débattue, Charles Philippe mourut d'une fièvre peu après. Il est enterré dans la famille des Hohenzollern la crypte de la Cathédrale de Berlin.
En 1707, Catherina s'est mariée au général comte August Christoph von Wackerbarth (de).